# Kate Higgins
Catherine Davis Higgins (Charlottesville, Virginia, 16 de agosto de 1969), también conocida como Kate Higgins, es una actriz de voz, cantante y pianista de jazz y pop estadounidense. Sus actuaciones de voz más importantes han sido en adaptaciones al inglés de animes japoneses y es conocida sobre todo por ser la voz de Sakura Haruno en Naruto. También ha puesto voz a C.C. en Code Geass y Saber en la versión original de Fate/stay night. Entre 2011 y 2013, le dio voz a Miles «Tails» Prower en la serie de videojuegos Sonic the Hedgehog. También puso voz a Kate, Stinky y Lilly en las secuelas de Alpha and Omega. En 2014, se convirtió en la voz de Ami Mizuno / Sailor Mercury en el doblaje inglés de Sailor Moon, así como las voces de Pauline y Prunia en Super Mario Odyssey, Hyrule Warriors: Age of Calamity en 2020, para el cual grabó también la canción del juego, «Jump Up, Super Star!».

## Carrera musical
Higgins obtuvo un grado en música por la Universidad de Auburn en 1991. Es una pianista entrenada, y estudió con el artista de jazz Bob Richardson. Toca el piano y ha trabajado como acompañante para muchos músicos. Publicó su primer álbum jazz titulado The Tide is Low en 2002. Su segundo trabajo fue Stealing Freedom. Además, forma parte de la banda de jazz Upper Structure, con la cual publicó un álbum titulado 6 by 5 en 2004.

## Filmografía

### Anime
| Año           | Título                                  | Personaje                     | Notas                  | Referencias          |
| ------------- | --------------------------------------- | ----------------------------- | ---------------------- | -------------------- |
| 1999          | Cowboy Bebop                            | Varios personajes             |                        |                      |
| 2002–03       | Great Teacher Onizuka                   | Chikako Shirai, Mayuko Asano  |                        |                      |
| 2002          | I'll                                    | Sumire Yoshikawa              |                        |                      |
| 2002          | Marmalade Boy                           | Meiko Akizuki, otros          | Como Kate Davis        | [ 4 ]                |
| 2002–03       | Overman King Gainer                     | Meey Laujin                   |                        |                      |
| 2004          | Yukikaze                                | Voces adicionales             |                        | [ 5 ]                |
| 2004          | Initial D                               | Simone                        | Doblaje Tokyopop       |                      |
| 2004          | Ghost in the Shell: Stand Alone Complex | Niños, Chica                  |                        | [ 5 ]                |
| 2004          | Here Is Greenwood                       | Miya Igarashi                 | Doblaje Media Blasters | [ 5 ]                |
| 2004          | Hanaukyo Maid-tai                       | Sanae Yashima                 |                        |                      |
| 2004          | Tenjō Tenge                             | Emi Isuzu                     |                        |                      |
| 2004          | Tsukihime                               | Hisui                         |                        |                      |
| 2005          | Scrapped Princess                       | Zefiris                       |                        | [ 5 ]                |
| 2005          | Zatch Bell!                             | Megumi Oumi, Kolulu, Laila    |                        | [ 5 ]                |
| 2005          | Planetes                                | Eldegard Rivera               |                        | [ 5 ]                |
| 2005–09       | Naruto                                  | Sakura Haruno                 |                        | [ 6 ] [ 5 ]          |
| 2005          | Mars Daybreak                           | Éster Ein Astrada             |                        | [ 5 ]                |
| 2005          | Immortal Grand Prix                     | Jessica Darlin                |                        | [ 5 ]                |
| 2005          | Gad Guard                               | Mimi                          |                        |                      |
| 2005          | Grenadier                               | Ai                            |                        |                      |
| 2006–07       | Eureka Seven                            | Talho Yūki                    |                        | [ 6 ] [ 5 ]          |
| 2006          | Kannazuki no Miko                       | Otoha Kisaragi                |                        | [ 7 ]                |
| 2006          | Karas                                   | Homura                        |                        | [ 5 ]                |
| 2006          | Gun × Sword                             | Vivian                        | Ep. 10                 | [ 5 ]                |
| 2006–14       | Bleach                                  | Karin Kurosaki, otros         |                        | [ 5 ]                |
| 2006          | Fate/stay night                         | Saber                         |                        | [ 5 ] [ 8 ] [ 9 ]    |
| 2006          | Samurai Champloo                        | Yoshiko                       |                        |                      |
| 2007          | Digimon Data Squad                      | Miki Kurosaki                 |                        | [ 5 ]                |
| 2008–09       | Serie Code Geass                        | C.C.                          |                        | [ 5 ]                |
| 2008          | Lucky☆Star                              | Nanako Kuroi, Hikage Miyakawa |                        | [ 5 ]                |
| 2009–19       | Naruto Shippuden                        | Sakura Haruno                 |                        | [ 6 ]                |
| 2011          | Marvel Anime:Wolverine                  | Yukio                         |                        |                      |
| 2014–19       | Sailor Moon                             | Ami Mizuno / Sailor Mercury   | Doblaje Viz            | [ 10 ]               |
| 2015–16       | Glitter Force                           | Chloe                         | Doblaje Saban          | [ 11 ] [ 12 ] [ 13 ] |
| 2015–presente | Sailor Moon Crystal                     | Ami Mizuno / Sailor Mercury   | Doblaje Viz            | [ 14 ]               |
| 2017          | Code Geass: Akito the Exiled            | C.C.                          |                        | [ 15 ]               |
| 2018          | Sōsei no Onmyōji                        | Subaru Mitejima               |                        | [ 16 ]               |
| 2019–presente | Boruto: Naruto Next Generations         | Sakura Uchiha                 |                        |                      |

### Animación
| Año           | Título                          | Personaje                                         | Notas                                              | Referencias         |
| ------------- | ------------------------------- | ------------------------------------------------- | -------------------------------------------------- | ------------------- |
| 2001–02       | Las aventuras de Jackie Chan    | Simone, otros                                     | Ep. "Un Encuentro entre Dos Jackies", "El elegido" | [ 17 ] [ 18 ]       |
| 2009          | Wolverine y los X-Men           | Bruja Escarlata, Hada                             |                                                    | [ 19 ] [ 20 ]       |
| 2010          | Gnomos y Trolls                 | Cervato                                           |                                                    | [ 6 ]               |
| 2012          | El Chavo Animado                | Godínez, Doña Florinda, La Popis                  | Hasta el episodio 52                               |                     |
| 2012–15       | Serie Monster High              | Frankie Stein                                     |                                                    | [ 6 ]               |
| 2012–14       | La leyenda de Korra             | Toph Bei Fong (adulto), otros                     | Ep. "Fuera del Pasado"; "Heridas Viejas"           | [ 21 ] [ 22 ]       |
| 2013          | Sofia the First                 | Princesa Aurora                                   |                                                    | [ 6 ]               |
| 2014–presente | Blaze and the Monster Machines  | Starla                                            |                                                    | [ 23 ]              |
| 2015          | Fresh Beat Band of Spies        | Rainbow Raspberry, Loudmouth Limón, Yi Haw, otros |                                                    | [ 6 ] [ 24 ] [ 25 ] |
| 2021          | Sonic Colors: Rise of the Wisps | Miles "Tails" Prower                              | Cortos animados                                    | [ 26 ]              |

### Películas
| Año           | Título                                               | Personaje                                                                                          | Referencias   |
| ------------- | ---------------------------------------------------- | -------------------------------------------------------------------------------------------------- | ------------- |
| 2007–presente | Películas de Naruto                                  | Sakura Haruno (Sakura Uchiha en Boruto: Naruto the Movie)                                          | [ 6 ]         |
| 2007          | Bleach: The DiamondDust Rebellion                    | Yin                                                                                                |               |
| 2009          | Happily N'Ever After 2                               | Goldilocks                                                                                         | [ 6 ]         |
| 2011          | Barbie: el secreto de las hadas                      | Taylor                                                                                             | [ 6 ]         |
| 2012          | Back to the Sea                                      | Poco Pez                                                                                           | [ 6 ]         |
| 2013          | Iron Man: Rise of Technovore                         | Pepper Potts                                                                                       | [ 6 ]         |
| 2013          | Scooby-Doo! Stage Fright                             | Meg Vendaval, Cathy                                                                                | [ 6 ]         |
| 2013–2017     | Películas de Alpha and Omega                         | Kate, Stinky, Lilly                                                                                | [ 6 ] [ 27 ]  |
| 2014          | Axel: The Biggest Little Hero                        | Gaga                                                                                               | [ 28 ]        |
| 2015          | Tyler Perry's Madea's Tough Love                     | Yoshi                                                                                              | [ 6 ] [ 29 ]  |
| 2016–18       | Digimon Adventure tri.                               | Gatomon, Meicoomon, Meicrackmon Modo Vicioso, Angewomon, Nyaromon, Salamon, Raguelmon, Magnadramon | [ 30 ] [ 31 ] |
| 2017          | Tom and Jerry: Willy Wonka and the Chocolate Factory | Mrs. Bucket                                                                                        |               |
| 2020          | Digimon Adventure: Last Evolution Kizuna             | Gatomon, Angewomon, Mimi Tachikawa                                                                 |               |

### Videojuegos
| Año           | Título                                       | Personaje                                           | Notas                       | Referencias  |
| ------------- | -------------------------------------------- | --------------------------------------------------- | --------------------------- | ------------ |
| 2004          | EverQuest II                                 | Varios personajes                                   |                             |              |
| 2005          | Destroy All Humans!                          | Mujer rural                                         |                             | [ 6 ]        |
| 2006–presente | Serie Naruto                                 | Sakura Haruno                                       |                             | [ 6 ]        |
| 2006          | Rumble Roses XX                              | Candy Cane (Rebecca Walsh), Becky                   |                             |              |
| 2006          | Tales of the Abyss                           | Arietta la Salvaje                                  |                             |              |
| 2006–presente | Serie Dead or Alive                          | Tina Armstrong, Momiji                              |                             | [ 6 ] [ 32 ] |
| 2007          | Armored Core 4                               | P. Dam, Meno Lou                                    |                             |              |
| 2007          | Project Sylpheed                             | Natalie Kong                                        |                             |              |
| 2007          | Digimon World Data Squad                     | Miki Kurosaki, Manami Nitta, Runaway D              |                             |              |
| 2007          | .hack//G.U. Vol. 3//Redemption               | Natsume                                             |                             |              |
| 2007          | SpongeBob's Atlantis SquarePantis            | Voces adicionales                                   |                             |              |
| 2008          | Culdcept Saga                                | Rilara                                              |                             |              |
| 2008          | Destroy All Humans! Big Willy Unleashed      | Voces adicionales                                   |                             |              |
| 2008          | Valkyria Chronicles                          | Cordelia gi Randgriz, Martha Lipponen, Freesia York |                             | [ 1 ]        |
| 2008          | Ninja Gaiden 2                               | Momiji, Yoba                                        |                             | [ 6 ]        |
| 2008          | The World Ends with You                      | Uzuki Yashiro, Raimu "Rhyme" Bito                   |                             | [ 6 ]        |
| 2008          | Destroy All Humans! Path of the Furon        | Faire, mujeres de Sunnywood                         |                             |              |
| 2008          | Mana Khemia: Alchemists of Al-Revis          | Jessica Philomele                                   |                             |              |
| 2009          | MadWorld                                     | Naomi, RinRin                                       |                             | [ 1 ]        |
| 2009          | MagnaCarta 2                                 | Rue                                                 |                             | [ 6 ]        |
| 2010          | Final Fantasy XIII                           | Habitantes de Cocoon                                |                             |              |
| 2010          | Resonance of Fate                            | Voces adicionales                                   |                             |              |
| 2010          | Sakura Wars: So Long, My Love                | Subaru Kujo                                         |                             |              |
| 2010          | Valkyria Chronicles 2                        | Cordelia gi Randgriz                                |                             |              |
| 2010          | Final Fantasy XIV                            | Varios personajes                                   |                             |              |
| 2010–presente | Serie Sonic the Hedgehog                     | Miles «Tails» Prower (-2013), Wave the Swallow      |                             | [ 1 ]        |
| 2011          | Tactics Ogre: Let Us Cling Together          | Narradora femenina                                  |                             |              |
| 2011          | Kinect: Disneyland Adventures                | Princesa Aurora                                     |                             |              |
| 2012          | Dragon's Dogma                               | Madeleine                                           |                             | [ 6 ]        |
| 2012          | Ninja Gaiden 3                               | Momiji                                              |                             | [ 6 ]        |
| 2012          | Resident Evil 6                              | Deborah Harper                                      |                             | [ 33 ]       |
| 2012          | Tales of Graces f                            | Asbel Lhant (niño), Pascal                          |                             |              |
| 2013          | Marvel Heroes 2016                           | Bruja Escarlata, Jocasta                            |                             | [ 6 ]        |
| 2013          | Fire Emblem: Awakening                       | Lissa                                               |                             | [ 6 ]        |
| 2014          | Lightning Returns: Final Fantasy XIII        | Voces adicionales                                   |                             | [ 34 ]       |
| 2014          | Yaiba: Ninja Gaiden Z                        | Momiji                                              |                             | [ 6 ]        |
| 2014          | Broken Age                                   | Bottled Water Maiden, Anastasia, Yarn Pal #2        |                             | [ 6 ]        |
| 2015          | Devil May Cry 4: Special Edition             | Señora                                              |                             | [ 6 ]        |
| 2015          | Xenoblade Chronicles X                       | Avatar (Mujer, Bromista)                            | Agrupado bajo Avatares      | [ 35 ]       |
| 2015          | Disney Infinity 3.0                          | Alegría                                             |                             |              |
| 2015          | League of Legends                            | Poppy                                               | Después de VGU 2015         |              |
| 2016          | Lego Marvel Vengadores                       | Thor Girl                                           |                             |              |
| 2017          | Fire Emblem Heroes                           | Serra, Lissa                                        | Como Kate Davis             | [ 36 ]       |
| 2017          | Fire Emblem Echoes: Shadows of Valentia      | Shade                                               | DLC "Cipher Legends"        | [ 37 ]       |
| 2017          | Clicker Fran                                 | Fran                                                | Como Kate Davis             |              |
| 2017          | Agents of Mayhem                             | MAYHEM Crew member                                  |                             |              |
| 2017          | Super Mario Odyssey                          | Pauline                                             | Como Kate Davis             | [ 38 ]       |
| 2017          | .hack//G.U. Last Recode                      | Natsume                                             | Vol. 3//Redemption - reboot | [ 6 ]        |
| 2017          | The Legend of Zelda: Breath of the Wild      | Prunia                                              |                             |              |
| 2018          | World of Warcraft: Battle for Azeroth        | Archmage Tamuura                                    |                             |              |
| 2018          | Mario Tennis Aces                            | Pauline                                             |                             |              |
| 2018          | Super Smash Bros. Ultimate                   | Pauline                                             | Personaje de fondo          |              |
| 2019          | Devil May Cry 5                              | Lady                                                |                             | [ 6 ]        |
| 2019          | Marvel Ultimate Alliance 3: The Black Order  | Scarlet Witch                                       |                             | [ 6 ]        |
| 2019          | Mario Kart Tour                              | Pauline                                             |                             |              |
| 2020          | Deadly Premonition 2: A Blessing in Disguise | Galena Clarkson, Emma Sanders                       |                             | [ 6 ]        |
| 2020          | Hyrule Warriors: Age of Calamity             | Prunia                                              |                             | [ 6 ]        |
| 2021          | Mario Golf: Super Rush                       | Pauline                                             |                             | [ 6 ]        |
| 2021          | NEO: The World Ends With You                 | Uzuki Yashiro                                       |                             | [ 6 ]        |
| 2021          | Psychonauts 2                                | Sam Boole                                           |                             |              |
| 2022          | Mario Strikers: Battle League Football       | Pauline                                             | Actualización 1.2.0         | [ 6 ]        |
| 2023          | The Legend of Zelda: Tears of the Kingdom    | Prunia                                              |                             |              |
| 2023          | Mario Kart 8 Deluxe                          | Pauline                                             | DLC                         |              |
| 2024          | Super Mario Party Jamboree                   | Pauline                                             |                             |              |
| 2025          | Mario Kart World                             | Pauline                                             |                             |              |

## Discografía

### Álbumes de estudio
- The Solid Rock (1998) – Concord Records
- Bigger than Love (2006) – Concord[39]
- Jazz Standards
- A Very Merry Christmas[40]
- Little Parts (2009) – Producido por Joel Alpers
- Sweet and Blue (2016)

### Colaboraciones
- 6 by 5 de Upper Structure (2004)[41][42][43]